# Minami Kōen (Kobe Port Liner)
Minami Kōen (南公園駅, Minami Kōen station) est une station de la Port Liner du métro automatique de Kobe New Transit. Elle est située 8 Minatojima Nakamachi, dans l'arrondissement Chūō-ku de Kobe, dans la préfecture de Hyōgo au Japon.
Mise en service en 1981, elle est desservie par les rames de la ligne Port Liner Boucle.

## Situation sur le réseau

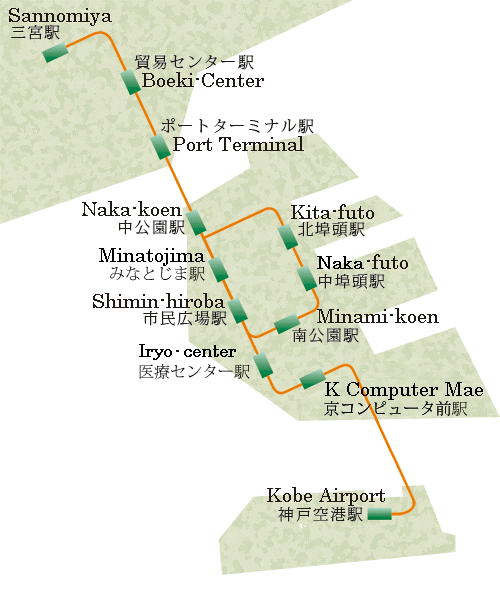
Plan de la ligne.

Établie en aérien Minami Kōen est une station de passage de la Port Liner de Kobe New Transit. sur la section Port Liner Boucle à voie unique, elle est située entre la station Shimin Hiroba et la station Naka Futō, en direction du terminuz Sannomiya.
Elle dispose de la voie unique qui dessert un quai latéral.

## Histoire
La station Minami Kōen est mise en service le 5 février 1981, lorsque la compagnie Kobe New Transit ouvre à l'exploitation les 6,4 km, avec neuf stations, de la première section de sa ligne Port Liner de son métro automatique.